# Subdivisões de Liechtenstein

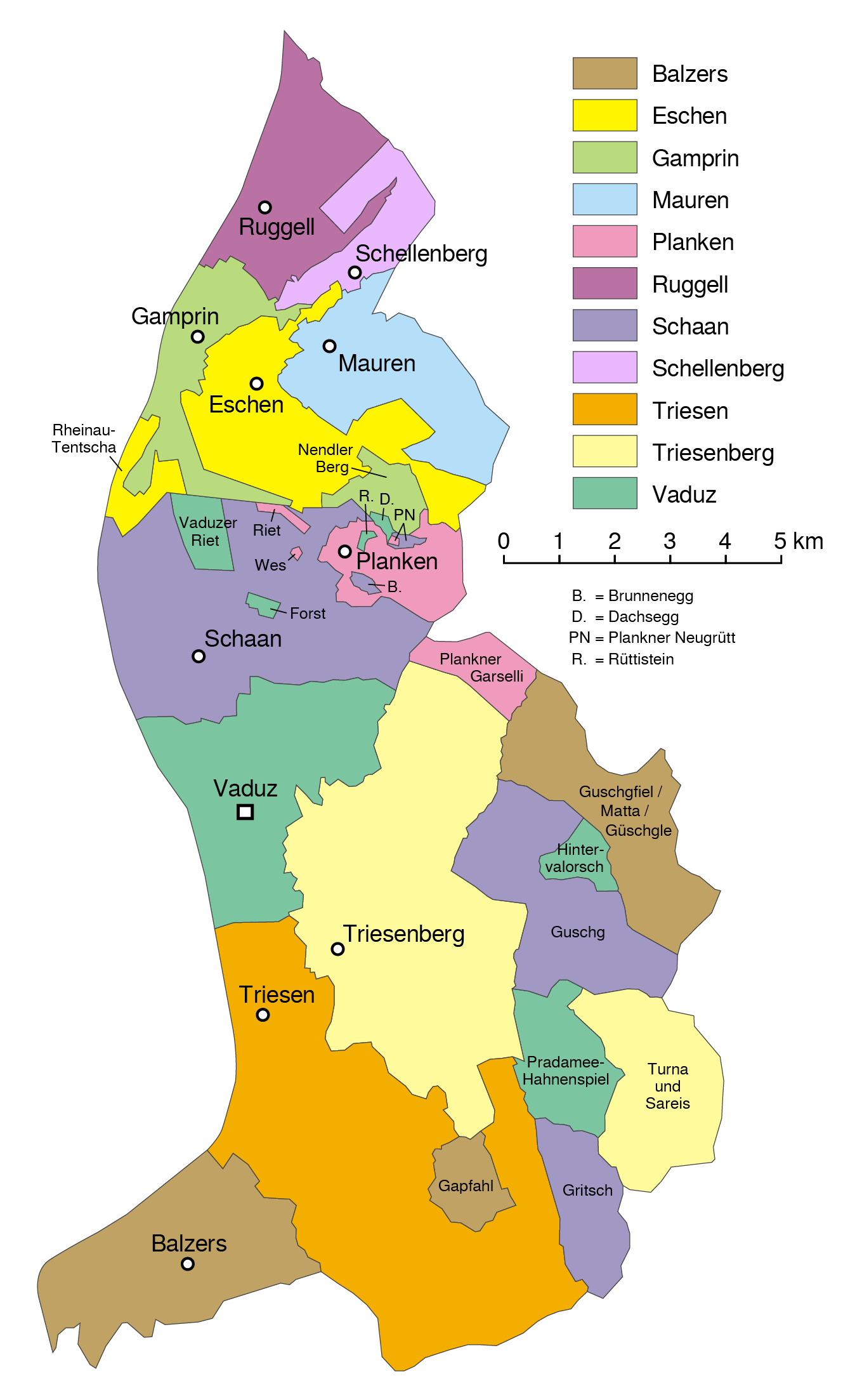
Comunidades do Liechtenstein

Liechtenstein está dividido em onze comunidades (Gemeinden - singular Gemeinde, também traduzido como Comunas ou Municípios), muitas delas são apenas uma única cidade.
| Comuna | Comuna       | Área (km²) | População (2002) | Densidade (hab/km²) |
|        | Balzers      | 20         | 4.233            | 216                 |
|        | Eschen       | 10         | 3.791            | 367                 |
|        | Gamprin      | 6          | 1.159            | 189                 |
|        | Mauren       | 7          | 3.288            | 441                 |
|        | Planken      | 5          | 355              | 67                  |
|        | Ruggell      | 7          | 1.744            | 237                 |
|        | Schaan       | 27         | 5.454            | 203                 |
|        | Schellenberg | 4          | 975              | 275                 |
|        | Triesen      | 26         | 4.381            | 166                 |
|        | Triesenberg  | 30         | 2.556            | 86                  |
|        | Vaduz        | 17         | 4.927            | 205                 |